# Фернебуф’єрден (національний парк)
Фернебуф’єрден (швед. Färnebofjärden) — національний парк у Швеції, розділений, в основному, між ленами Уппсала і Євлеборг (невеликі ділянки парку відносяться до ленів Даларна і Вестманланд). Парк розташований у долині річки Далельвен. Її нерівна берегова лінія охоплює понад 200 великих островів і маленьких острівців.

## Природа
Далельвен, що тече рівнинами Уппланду і південного Єстрікланду, має дуже маленький нахил, внаслідок чого розтікається і утворює широкі, дрібні озера, розділені порогами. Фернебуф’єрден - одне з цих озер. По всій течії річки природа формується під сильним впливом паводків, коли значні території опиняються під водою. Вода становить 4100 га з 10100 га парку. Решта території складається з декількох сотень острівців, розкиданих по річці.
По Далельвен проходить так звана «Limes norrlandicus», межа, що розділяє північні болота і хвойні ліси і південні листяні. Це є причиною надзвичайної різноманітності видів у долині річки. Більше 100 видів птахів постійно гніздяться на території парку.
Головний вхід до парку знаходиться в Севедскварні на південь від Юсінге. Близько Шекарсбу є спостережна вежа.